# Puymoyen
Puymoyen é uma comuna francesa na região administrativa da Nova Aquitânia, no departamento de Charente. Estende-se por uma área de 7,26 km². Em 2010 a comuna tinha 2 526 habitantes (densidade: 347,9 hab./km²).